# Sweet Dreams (Are Made of This)
«Sweet Dreams (Are Made of This)» (у перекладі з англ. Солодкі Мрії) — кавер-версія відомої пісні «Sweet Dreams (Are Made of This)» дуету Eurythmics, яку було випущено як перший сингл на ремікс-альбомі Smells Like Children гурту Marilyn Manson. Ротація кліпу до пісні на MTV дозволила Marilyn Manson втриматися в мейнстримі. Ця пісня — єдина композиція зі Smells Like Children, що присутня на збірці найкращих пісень гурту Lest We Forget: The Best Of. У своїй автобіографії — «Довга важка дорога з пекла» — Мерілін Менсон заявив, що лейбл, на якому було записано кавер, Nothing Records, не бажав, аби реліз пісні відбувся як синглу. Навпаки, лейбл заявив, що хоче видати сингл «I Put a Spell on You» (кавер на пісню Скрімін Джея Гокінса), який, на думку Менсона, був «надто похмурим та езотеричним навіть для фанів».
Менсон також додав до тексту пісні рядки «I wanna use you and abuse you / I wanna know what's inside / Gonna use you and abuse you/ I'm gonna know what's inside», яких нема у версії гурту Eurythmics.

## Список композицій

### Австралійський CD-сингл
1. «Sweet Dreams (Are Made of This)» (Eurythmics cover) — 4:25
2. «Dance of the Dope Hats» (Remix) — 4:46
3. «Down in the Park» (кавер Гері Ньюмана) — 4:58
4. «Next Motherfucker» (Remix) — 4:47

### Американський промо-сингл на CD
1. «Sweet Dreams (Are Made of This)»  (Eurythmics cover) — 4:25

## У фільмах
Кавер використовувався в саундтреках до фільмів «Будинок нічних привидів», «Enron. Найздогадливіші хлопці в цій кімнаті», «Геймер», «Гаманець або життя», «Пан Ніхто», «Люди Ікс: Апокаліпсис»; в трейлері до фільму «Гнів Титанів»; у першому епізоді серіалу каналу NBC «Грімм».

## Переклад українською мовою
Переклад відомого хіта українською мовою здійснила співачка Lama. В її перекладі пісня називається «Світ Мрій»
| Світ мрій, таємний лист Тут немає бід і сліз Тут трави живі і чарівний ліс Тут мене ніколи не знайдуть Саме про це я мрію Саме цих мрій більше не боюсь Та не втрачаю надію Стрінути там любов свою Світ мрій, таємний лист Тут немає бід і сліз Тут трави живі і чарівний ліс Тут мене ніколи не знайдуть Ніч загляне... у вікно... Мрія осяє... мов в кіно Саме про це я мрію Саме цих мрій більше не боюсь Та не втрачаю надію Стрінути там любов свою Світ мрій, таємний лист Тут немає бід і сліз Тут трави живі і чарівний ліс Тут мене ніколи не знайдуть Оригінальний текст (англ.) Sweet dreams are made of this Who am I to disagree? I travel the world And the seven seas, Everybody's looking for something. Some of them want to use you Some of them want to get used by you Some of them want to abuse you Some of them want to be abused. Sweet dreams are made of this Who am I to disagree? I travel the world And the seven seas Everybody's looking for something Hold your head up Keep your head up, movin' on Hold your head up, movin' on Keep your head up, movin' on Hold your head up Keep your head up, movin' on Hold your head up, movin' on Keep your head up, movin' on Some of them want to use you Some of them want to get used by you Some of them want to abuse you Some of them want to be abused. Sweet dreams are made of this Who am I to disagree? I travel the world And the seven seas Everybody's looking for something |